# コール オブ デューティ エリート
コール オブ デューティ エリート（Call of Duty: Elite）はアクティビジョンの子会社のビーチヘッド・スタジオがFPSのゲームシリーズであるコール オブ デューティシリーズのマルチプレイヤー向けに作ったオンラインサービス 。本サービスは『コール オブ デューティ モダン・ウォーフェア3』中は有料会員オプションが存在したが、『コール オブ デューティ ブラックオプス2』の発売で本サービスは無料になった 。2014年2月28日の午前10時0分(PST)にアクティビジョンはモバイル製品の方を優先し、エリートのサイトを閉鎖した。

## コール オブ デューティ モダン・ウォーフェア3
無料版が利用可能な一方で、エリートの有料会員には、毎月のダウンロードコンテンツ、仮想及び現実の景品を伴う日常コンテスト、プレイヤーのクランのレベルアップ能力、プロの分析と戦略、エリートTVなどの独占機能が提供されていた。

## コール オブ デューティ ブラックオプス2
このサービスは以前は『モダン・ウォーフェア3』の間に有料会員オプションがあった。しかし、『コール オブ デューティ ブラックオプス2』のリリースで、サービスは完全に無料になった。

『ブラックオプス2』のエリートは、高度なプレーヤーのパフォーマンス統計情報、クラン管理システム、ゾンビゴッドモード(無敵モード)向けのリーダーボード、デジタルビデオエンターテインメント、ソーシャル統合機能を提供しているが、これらの機能の大半は『モダン・ウォーフェア3』では有料会員になる必要があった。『ブラックオプス2』のダウンロードコンテンツは名目上の料金でスタンダードのダウンロードコンテンツパックを入手できた。

## コール オブ デューティ ゴースト
『コール オブ デューティ ゴースト』のリリース直後にエリートサービスが閉鎖され、復活することはないと確認された。

## 歴史
ウォール・ストリート・ジャーナル紙によって最初に報じられ、2011年のE3でアクティビジョンが発表した 。2011年9月のコール オブ デューティのイベントで公式に詳細な情報が明かされた。
2011年7月14日にエリートのパブリックベータがXbox 360版『ブラックオプス』独占で公開された。PlayStation 3版の招待は2011年9月17日に送られた。エリートは、モダン・ウォーフェア3の発売に合わせて2011年11月8日に正式に開始された。ただし、PC版は無期限延期された。ビーチヘッドスタジオのトップ、チャッコ・ソニーの声明では、PC版では「安全なPC環境を確保する必要があり、実際には大規模なので実現までにもっと時間が必要であることからPC版のエリートは1日目には利用できない」と述べた。インターネット機能が不足しているため、Wiiでもエリートは利用できない。2012年3月15日にアクティビジョンは、まだPCプレーヤー向けのエリートに取り組んでいると確認した。
『モダン・ウォーフェア3』の発売以降に、エリートはサービスのダウンに見舞われることがあった。2011年11月8日から2011年12月1日まで非プレミアムユーザー向けのサービスがダウンした。ビーチヘッドスタジオはコンシューマーアプリが前例のない需要があり、停電の多くを引き起こしたと述べた。リリース前後のさまざまな問題が発生した後、アクティビジョンは有料会員の期限を30日間自動的に延長することに決めた。ただし、PlayStation 3およびPCプレミアム会員は、マイクロソフトとアクティビジョンとの継続契約により、Xbox 360プレミアムメンバーの後でエリートコンテンツを受け取ることになった。 アクティビジョンはまた、2011年12月1日までにサービスが無料ユーザとプレミアムユーザの両方に対して完全に運用可能になると述べた
2012年3月31日時点で1000万人が本サービスに登録しており、そのうちの200万人が有料会員だった 。2014年2月28日に本サービスは終了した。

## 接続性
エリートはXbox 360とPlayStation 3からエリートにアクセスできるコンシューマーアプリを提供している他、スマートフォン用エリートアプリも提供している。更にエリートにはFacebookアカウントを持つユーザーはコール オブ デューティ作品にオンライン状態のFacebookの友達を見つけることができ、Facebookのアプリからロビーに友達を招待できるようにするFacebookの統合機能もある。現在は利用ができなくなっている。

## エリートコンテンツ発売
エリートは、追加のミッションや新しいマルチプレイヤーマップを含む、「コンテンツドロップ」と呼ばれるダウンロードコンテンツ(DLC)へのアクセス権を提供した。これらのドロップは、「Liberation」と「Piazza」マップの導入と共に始まり、2012年1月24日にXbox 360プレイヤー、2012年2月にPlayStation 3プレイヤーがそれらのマップを利用できるようになった。
エリートのウェブサイトでは2012年のシーズン中に「20種類の新しいマルチプレイヤーマップ、特別ミッションなど」の提供を約束していた。しかしロバート・ボウリングのツイッターページ (@fourzerotwo)では2012年のシーズンには24種類の追加コンテンツがあると明かされた。

## 閉鎖
開始から二年以上経過した2014年2月28日に「エリート」は閉鎖された。アクティビジョンは閉鎖の後に支援してくれたファンに感謝し、モバイルアプリに進化した「エリート」を始めるとの声明を発表した。